# Carles Soler Salvador
Carles Soler Salvador, més conegut com a Biano, (València, 21 de maig de 1984) és un sociòleg i discjòquei valencià, membre fundador d'Orxata Sound System, on era l'encarregat dels samplers i programacions. També ha format part d'ESOC i Émbolo. En les seues composicions i projectes, ha destacat com un activista a favor de la cultura lliure.
Els seus inicis musicals començaren en un grup infantil anomenat Sorra negra, que arribà a eixir al Babalà de Canal 9. Posteriorment fundaria una formació punk, Fàstic, però prompte es passaria a la música electrònica quan juntament amb Jordi Palau funda Orxata Sound System. El seu debut com a discjòquei va ser el 23 de juny del 2005, en un concert a la Pilona on també es mostraren per primera vegada públicament, sense veus, les primeres cançons d'Orxata. Paral·lelament, desenvoluparia la seua vessant més experimental amb ESOC.
També ha participat en diversos programes de televisió, curts i pel·lícules.